# Lwów Express
Lwów Express – międzynarodowy pociąg pospieszny, kursujący między miastami w Polsce a Lwowem w Ukrainie, na terenie Polski jadący w składzie pociągu IC 3602 / 6302 Lwów Express z wagonami dziennymi z Przemyśla do Wrocławia. Połączenie zawieszone w 2022 roku w związku z agresją Rosji na Ukrainę.

## Skład
W składzie pociągu Lwów Express kursowały trzy wagony (dwa ze Lwowa, jeden z Kijowa), które na stacji Przemyśl Główny łączone były do składów krajowych. Na zarządzenie kursuje również czwarty wagon jadący do Wrocławia. Wszystkie wagony tego pociągu były sypialne i zmodernizowane.

## Trasa
Stan na rozkład jazdy 2017/2018.
| Numer pociągu          | MP 51                               | MP 51                               | MP 52                               | MP 52                               |
| Numer i relacja wagonu | 350 Gdynia – Lwów                   | 349 Wrocław – Lwów                  | 350 Lwów – Gdynia                   | 349 Lwów – Wrocław                  |
| ---------------------- | ----------------------------------- | ----------------------------------- | ----------------------------------- | ----------------------------------- |
| Stacja 1               | Gdynia Główna                       | Wrocław Główny                      | Lwów                                | Lwów                                |
| Stacja 2               | Sopot                               | Oława                               | Mościska II – przystanek techniczny | Mościska II – przystanek techniczny |
| Stacja 3               | Gdańsk Oliwa                        | Brzeg                               | Medyka(gr) – przystanek techniczny  | Medyka(gr) – przystanek techniczny  |
| Stacja 4               | Gdańsk Wrzeszcz                     | Opole Główne                        | Przemyśl Główny                     | Przemyśl Główny                     |
| Stacja 5               | Gdańsk Główny                       | Zdzieszowice                        | Przemyśl Zasanie                    | Przemyśl Zasanie                    |
| Stacja 6               | Tczew                               | Kędzierzyn Koźle                    | Jarosław                            | Jarosław                            |
| Stacja 7               | Malbork                             | Gliwice                             | Przeworsk                           | Przeworsk                           |
| Stacja 8               | Prabuty                             | Zabrze                              | Łańcut                              | Łańcut                              |
| Stacja 9               | Iława Główna                        | Katowice                            | Rzeszów Główny                      | Rzeszów Główny                      |
| Stacja 10              | Działdowo                           | –                                   | Dębica                              | Dębica                              |
| Stacja 11              | Mława                               | –                                   | Tarnów                              | Tarnów                              |
| Stacja 12              | Ciechanów                           | –                                   | Kraków Płaszów                      | Kraków Płaszów                      |
| Stacja 13              | Modlin                              | –                                   | Kraków Główny                       | Katowice                            |
| Stacja 14              | Nowy Dwór Mazowiecki                | –                                   | Warszawa Zachodnia                  | Zabrze                              |
| Stacja 15              | Legionowo                           | –                                   | Warszawa Centralna                  | Gliwice                             |
| Stacja 16              | Warszawa Wschodnia                  | –                                   | Warszawa Centralna                  | Kędzierzyn Koźle                    |
| Stacja 17              | Warszawa Centralna                  | –                                   | Legionowo                           | Zdzieszowice                        |
| Stacja 18              | Warszawa Zachodnia                  | –                                   | Nowy Dwór Mazowiecki                | Brzeg                               |
| Stacja 19/10           | Kraków Główny                       | –                                   | Brzeg                               | Opole Główne                        |
| Stacja 20/11           | Kraków Płaszów                      | Kraków Płaszów                      | Ciechanów                           | Oława                               |
| Stacja 21/12           | Tarnów                              | Tarnów                              | Mława                               | Wrocław Główny                      |
| Stacja 22/13           | Dębica                              | Dębica                              | Działdowo                           | –                                   |
| Stacja 23/14           | Rzeszów Główny                      | Rzeszów Główny                      | Iława Główna                        | –                                   |
| Stacja 24/15           | Łańcut                              | Łańcut                              | Prabuty                             | –                                   |
| Stacja 25/16           | Przeworsk                           | Przeworsk                           | Malbork                             | –                                   |
| Stacja 26/17           | Jarosław                            | Jarosław                            | Tczew                               | –                                   |
| Stacja 27/18           | Przemyśl Zasanie                    | Przemyśl Zasanie                    | Gdańsk Główny                       | –                                   |
| Stacja 28/19           | Przemyśl Główny                     | Przemyśl Główny                     | Gdańsk Wrzeszcz                     | –                                   |
| Stacja 29/20           | Medyka(gr) - przystanek techniczny  | Medyka(gr) - przystanek techniczny  | Gdańsk Oliwa                        | –                                   |
| Stacja 30/21           | Mościska II - przystanek techniczny | Mościska II - przystanek techniczny | Sopot                               | –                                   |
| Stacja 31/22           | Lwów                                | Lwów                                | Gdynia Główna                       | –                                   |

## Przejazd
Podróżny odbywa podróż w wagonie sypialnym w przedziale trzy- dwu- lub jednoosobowym. W każdym z nich znajdują się łóżka, umywalka, toaletka, oraz świeża pościel. Podczas jazdy dostępne są przekąski i ciepłe napoje. Pół godziny przed przyjazdem na stację docelową jeden z członków obsługi pociągu budzi pasażerów.

### Granica
Kontrola graniczna odbywa się bez wychodzenia z przedziału. Pasażerowie poddawani są kontroli dokumentów oraz (po polskiej stronie) wyrywkowo także bagażu.